# Ahmed-Yesevi-Universität

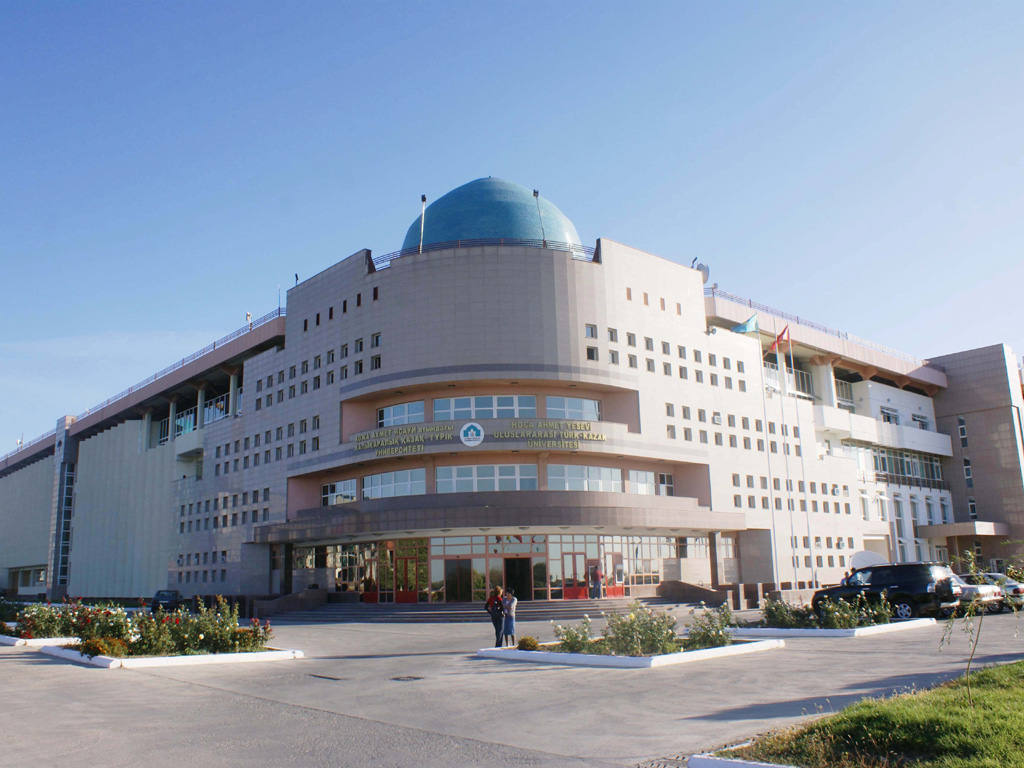
Ahmet Yesevi University Faculty of Medicine

Die Ahmed-Yesevi-Universität (kasachisch Қожа Ахмет Ясауи атындағы Халықаралық қазақ-түрік университеті Qoja Ahmet İasaui atyndağy Halyqaralyq qazaq-türık universitetı, türkisch Hoca Ahmet Yesevi Uluslararası Türk-Kazak Üniversitesi, russisch Международный казахско-турецкий университет имени Х. А. Яссави) ist eine kasachisch-türkische Universität in der kasachischen Stadt Türkistan. Benannt wurde die 1991 gegründete Universität nach Ahmed Yesevi.

## Geschichte
Die Gründung einer Universität war bereits vor dem Zusammenbruch der Sowjetunion geplant, jedoch sollte diese den Namen Staatliche Universität Türkistan tragen. Sie wurde am 6. Juni 1991 auf Beschluss des kasachischen Präsidenten Nursultan Nasarbajew gegründet.
Zwischen Nasarbajew und Süleyman Demirel, dem damaligen Premierminister der Türkei, wurde 1992 ein Abkommen in den Bereichen Bildung, Wissenschaft, Kultur und Sport abgeschlossen, wonach die Staatliche Universität Türkistan eine gemeinsame Universität beider Staaten werden solle.
In den Jahren 1993 und 1999 wurden das pädagogische Institut in Schymkent und das pädagogische Institut in Taras in die Ahmed-Yesevi-Universität eingegliedert.

## Fakultäten
Die Ahmet Yesevi Universität besteht aus elf Fakultäten:
- Fakultät für Wirtschaftswissenschaften
- Fakultät für Geschichte und Bildung
- Fakultät für Philologie
- Fakultät für Recht
- Fakultät für Informationstechnik und Ingenieurwesen
- Fakultät für Medizin
- Fakultät für Naturwissenschaften
- Fakultät für Sport und Kunst
- Fakultät für Fernunterricht
- Fakultät für Bildung und Maschinenbau
- Fakultät für öffentliche Bildung